# Liste der Biografien/Rew
Liste der Biografien |
Portal Biografien |
Personensuche
# |
A |
B |
C |
D |
E |
F |
G |
H |
I |
J |
K |
L |
M |
N |
O |
P |
Q |
R |
S |
T |
U |
V |
W |
X |
Y |
Z |
?
 
Ra |
Rb |
Rd |
Re |
Rh |
Ri |
Rj |
Rk |
Rl |
Rm |
Rn |
Ro |
Rr |
Rs |
Rt |
Ru |
Rv |
Rw |
Rx |
Ry |
Rz
 
Rea |
Reb |
Rec |
Red |
Ree |
Ref |
Reg |
Reh |
Rei |
Rej |
Rek |
Rel |
Rem |
Ren |
Reo |
Rep |
Req |
Rer |
Res |
Ret |
Reu |
Rev |
Rew |
Rex |
Rey |
Rez
Die Liste der Biografien führt alle Personen auf, die in der deutschsprachigen Wikipedia einen Artikel haben. Dieses ist eine Teilliste mit 23 Einträgen von Personen, deren Namen mit den Buchstaben „Rew“ beginnt.

## Rew
- Rew, Quentin (* 1984), neuseeländischer Geher

### Rewa
- Rewa, Andrij (* 1966), ukrainischer Politiker, Minister für Sozialpolitik
- Rewa-Rjadinskaja, Natalja Anatoljewna (* 1978), russische Schauspielerin
- Rewaj, Julijan (1899–1979), ukrainischer Politiker
- Rewal, Raj (* 1934), indischer Architekt
- Rewald, Ilse (1918–2005), deutsche Zeitzeugin der Judenverfolgung während der NS-Diktatur in Deutschland
- Rewald, John (1912–1994), deutsch-amerikanischer Kunsthistoriker
- Rewald, Ruth (* 1906), deutsche Kinderbuchautorin
- Rewasischwili, Giorgi (* 1974), georgischer Judoka
- Rewasow, Arsen Anatoljewitsch (* 1966), russischer Science-Fiction- und Fantasyautor
- Réway, Martin (* 1995), tschechisch-slowakischer Eishockeyspieler
- Reway, Wagner (* 1981), brasilianischer Fußballschiedsrichter

### Rewe
- Réwéliotty, André (1929–1962), französischer Jazzmusiker
- Rewenig, Guy (* 1947), luxemburgischer Schriftsteller
- Rewerdatto, Wiktor Wladimirowitsch (1891–1969), russischer Botaniker und Hochschullehrer

### Rewi
- Rewicki, Dieter (1936–2021), deutscher Chemiker und Hochschullehrer
- Rewin, Michail Anatoljewitsch (* 1984), russischer Handballspieler
- Rewin, Sergei Nikolajewitsch (* 1966), russischer Kosmonaut
- Rewinside (* 1992), deutscher Webvideoproduzent und MusikproduzentRewinside (* 1992)

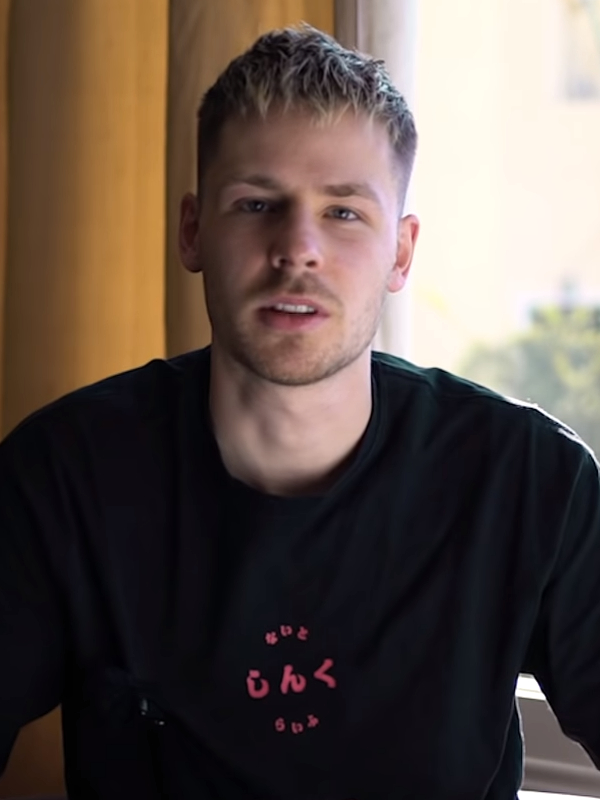
Rewinside (* 1992)

- Rewiński, Janusz (1949–2024), polnischer Schauspieler, Satiriker und Politiker, Mitglied des Sejm
- Rewischwili, Nukri (* 1987), georgischer Fußballtorhüter
- Rewitzer, Franz Xaver (1798–1869), deutscher Politiker und 1848er Revolutionär

### Rewu
- Rewuzkyj, Lewko (1889–1977), ukrainischer Komponist